# Andrea Di Giovanni
Andrea Di Giovanni es un cantautor y músico pop italiano afincado en Londres.

## Educación y primeros años
Di Giovanni nació en Roma el 25 de junio de 1994. Al crecer en Italia, el ambiente estricto limitó su capacidad para expresar su sexualidad e identidad. Comenzó a tomar lecciones de piano a los 3 años y lecciones de canto a los 8 años. Di Giovanni dejó el cristianismo a los 17 años. A los 19 años, se mudó a Londres y se matriculó en el Instituto Británico e Irlandés de Música Moderna, donde se sintió más capaz de expresar su identidad queer.

## Carrera
El EP debut de Di Giovanni, Permission, se lanzó en mayo de 2019 y presenta el sencillo principal "Forbidden Love", en honor a Sylvia Rivera y otros activistas LGBTQ.
Di Giovanni lanzó su álbum debut, Rebel, el 26 de marzo de 2021. El lanzamiento fue precedido por el lanzamiento de varios sencillos, entre ellos "Stand Up" y "Miracle".

## Vida personal
Di Giovanni es una persona de género fluido y utiliza los pronombres «él», «ella» y «elle».

## Discografía

### Álbumes de estudio
- Rebel (2021)[7]

### Extended plays
- Permission (2019)[10]